# My Hero Academia: You’re Next
My Hero Academia: You’re Next (jap. 僕のヒーローアカデミア THE MOVIE ユア ネクスト Boku no hīrō akademia za mūbī yuā nekusuto) – japoński film animowany z 2024 na podstawie mangi My Hero Academia – Akademia bohaterów autorstwa Kōheia Horikoshiego, wyprodukowany przez studio Bones. Za reżyserię na podstawie scenariusza autorstwa Yōsuke Kurody odpowiadał Tensai Okamura. Premiera w japońskich kinach odbyła się 2 sierpnia 2024.

## Fabuła
Przywódca rodziny mafijnej Gollini, Valdo, ogląda ostatnią walkę All Mighta z All For One, a także jego ostatnią deklarację: „teraz twoja kolej”, po czym postanawia poświęcić się temu, by stać się nowym „Symbolem Pokoju”.
Po wojnie o wyzwolenie supermocy, Klasa 1-A (z wyjątkiem Yugiego Aoyamy) ściga zbiegłych złoczyńców. Izuku Midoriya próbuje uratować dziewczynkę, Annę Scervino, lecz gdy ją dotyka, zaczyna wić się z bólu. Nagle pojawia się mężczyzna z opaską na oku i mechanicznym ramieniem – Giulio Gandini – i próbuje zastrzelić Annę, lecz powstrzymuje go Bruno Gollini, który potrafi tworzyć bańki spowalniające czas.
Pojawia się latający jacht, na pokładzie którego znajduje się reszta rodziny Gollini, w tym Valdo, który fizycznie przypomina prawdziwego All Mighta. Po dotknięciu Anny, Valdo używa swojej ulepszonej indywidualności, by pochłonąć wszystko w okolicy, włącznie z Klasą 1-A, przekształcając jacht w ogromną fortecę. Valdo kontaktuje się następnie z All Mightem w U.A., by poinformować go o swoim planie „uratowania Japonii”. All Might stanowczo go potępia, na co Valdo ogłasza się mianem Dark Mighta.
Klasa 1-A zostaje rozdzielona, a Izuku trafia w górzyste tereny po tym, jak jego moc nagle przestaje działać. Spotyka Giulio, który odpiera atak napastników, po czym niechętnie pozwala Izuku dołączyć do siebie. Wchodzą do kolejnego obszaru, gdzie Izuku odnajduje członka rodziny Gollini odpowiedzialnego za wymazanie indywidualności – Paulo – i pokonuje go. Pojawia się Dark Might, nokautuje Izuku swoją niewiarygodną siłą, a następnie karze Paulo za porażkę, zrzucając go w pustkę. Giulio ratuje Izuku i razem ruszają dalej.
W końcu docierają do obszaru miejskiego, gdzie Deborah użyła swojej indywidualności Day Dream na cywilach, w tym na większości Klasy 1-A, zmuszając ich wszystkich do dotknięcia Anny, w wyniku czego większość z nich traci przytomność. Izuku i Giulio również zostają zahipnotyzowani, ale obecności poprzednich użytkowników One For All uwalniają Izuku spod wpływu. Izuku budzi Giulio, gdy Deborah próbuje go zabić, wykorzystując zahipnotyzowanego cywila, co pozwala Giulio przerwać działanie mocy Deborah i uwolnić wszystkich spod jej kontroli. Gdy Izuku ponownie spotyka się z Anną, Giulio ponownie próbuje ją zastrzelić, lecz Izuku go powstrzymuje, umożliwiając rodzinie Gollini ucieczkę z dziewczynką.
Giulio ujawnia, że moc Anny to Overmodification: przez dotyk może ona znacznie zwiększyć zdolności innych osób, ale tylko u niektórych kompatybilnych – u reszty powoduje silny ból. Moc Giulio, Neutralization, pozwala mu tymczasowo wyłączyć indywidualność Anny, dlatego został zatrudniony przez bogatą rodzinę Scervino, by się nią opiekować. Jednak mafia dowiedziała się o zdolnościach Anny, zamordowała całą rodzinę i porwała dziewczynkę. Giulio ujawnia również, że moc Anny zbliża się do punktu osobliwości wskutek nadmiernego użycia i że jego własna indywidualność stała się bezużyteczna po tym, jak podczas ataku rodziny Gollini stracił prawą rękę. Giulio musi spełnić obietnicę złożoną Annie przed laty: zabić ją, jeśli jej moc wymknie się spod kontroli. Jednak Izuku i Klasa 1-A wierzą, że istnieje sposób, by ją uratować – i rozpoczynają przygotowania do kontrataku.
Podczas gdy Klasa 1-A walczy z potworami stworzonymi przez fortecę i pomaga cywilom w ewakuacji, Izuku, Katsuki Bakugo, Shoto Todoroki i Giulio stają do konfrontacji z Dark Mightem i ratują Annę. Tymczasem forteca zmierza w stronę U.A., więc bohaterowie odpierają atak, jednocześnie ratując uciekających ludzi. Gdy Bakugo i Shoto walczą z dwoma członkami rodziny Gollini, Izuku i Giulio docierają do Dark Mighta, który używa ulepszonej indywidualności Alchemy, by symulować ataki All Mighta, całkowicie przytłaczając Izuku. Deborah wykorzystuje Annę, by spróbować zabić Giulio, lecz ten ponownie ją pokonuje. W końcu do Izuku dołączają Bakugo i Shoto, i razem pokonują Dark Mighta, ujawniając jego prawdziwe oblicze.
Jednak moc Anny zaczyna wymykać się spod kontroli, co powoduje rozpad fortecy, a Dark Might zamienia się w potwora. Giulio pomaga Annie, podczas gdy trójka uczniów ostatecznie pokonuje Dark Mighta, a Izuku używa swojego ostatecznego ciosu, by zniszczyć fortecę. Okazuje się, że Giulio jest kompatybilny z mocą Anny, co przeciąża jego Neutralization i sprawia, że Anna traci swoją indywidualność. Gdy wszyscy dochodzą do siebie, Giulio mówi Annie, że nie musi już jej pilnować, ta jednak przekonuje go, by został z nią, teraz gdy jest wolna.
Tymczasem, gdzie indziej, All For One, który uciekł z Tartaru, czeka cierpliwie, aż Tomura Shigaraki ponownie się przebudzi.

## Obsada
| Postać                          | Seiyū                                    |
| ------------------------------- | ---------------------------------------- |
| Izuku Midoriya / Deku           | Daiki Yamashita Akeno Watanabe (dziecko) |
| Katsuki Bakugo / Dynamight      | Nobuhiko Okamoto                         |
| Shōto Todoroki / Shōto          | Yūki Kaji Kei Shindō (dziecko)           |
| Ochaco Uraraka / Uravity        | Ayane Sakura                             |
| Fumikage Tokoyami / Tsukuyomi   | Yoshimasa Hosoya                         |
| Tenya Īda / Ingenium            | Kaito Ishikawa                           |
| Momo Yaoyorozu / Creati         | Marina Inoue                             |
| Eijiro Kirishima / Red Riot     | Toshiki Masuda                           |
| Mina Ashido / Pinky             | Eri Kitamura                             |
| Tsuyu Asui / Froppy             | Aoi Yūki                                 |
| Minoru Mineta / Grape Juice     | Ryō Hirohashi                            |
| Denki Kaminari / Chargebolt     | Tasuku Hatanaka                          |
| Kyōka Jirō / Earphone Jack      | Kei Shindō                               |
| Hanta Sero / Cellophane         | Kiyotaka Furushima                       |
| Toru Hagakure / Invisible Girl  | Kaori Nazuka                             |
| Mashirao Ojiro / Tailman        | Kosuke Miyoshi                           |
| Mezo Shoji / Tentacole          | Masakazu Nishida                         |
| Rikido Sato / Sugarman          | Toru Nara                                |
| Koji Koda / Anima               | Takuma Nagatsuka                         |
| Toshinori Yagi / All Might      | Kenta Miyake                             |
| Enji Todoroki / Endeavor        | Tetsu Inada                              |
| Keigo Takami / Hawks            | Yūichi Nakamura                          |
| Mirio Togata / Lemillion        | Tarusuke Shingaki                        |
| Tsunagu Hakamada / Best Jeanist | Hikaru Midorikawa                        |
| Dark Might / Valdo Gollini      | Kenta Miyake                             |
| Giulio Gandini                  | Mamoru Miyano                            |
| Anna Scervino                   | Meru Nukumi                              |
| Deborah Gollini                 | Minako Kotobuki                          |
| Kamile Gollini                  | Yūki Ono                                 |
| Ugo Gollini                     | Ken Uo                                   |
| Paulo Gollini                   | Yūsuke Kobayashi                         |
| Simon Gollini                   | Michitake Kikuchi                        |
| Bruno Gollini                   | Masaki Terasoma                          |
| Ken Ishiyama / Cementoss        | Kenta Ōkuma                              |
| Rumi Usagiyama / Mirko          | Sayaka Kinoshita                         |
| Yu Takeyama / Mt. Lady          | Kaori Nazuka                             |
| Ryuko Tatsuma / Ryukyu          | Kaori Yagi                               |
| Shinya Kamihara / Edgeshot      | Kenta Kamakari                           |
| Yoichi Shigaraki                | Sōichirō Hoshi                           |
| Daigoro Banjo                   | Hiroki Yasumoto                          |
| En Tayutai                      | Tetsuya Kakihara                         |
| Nana Shimura                    | Mie Sonozaki                             |
| Nezu                            | Yasuhiro Takato                          |

## Produkcja
W sierpniu 2023 zapowiedziano powstanie czwartego filmu, natomiast w grudniu tego samego roku, podczas wydarzenia Jump Festa ’24, poinformowano, że premiera zaplanowana jest na „trzeci kwartał 2024 roku”, a Kōhei Horikoshi będzie pełnił funkcję głównego nadzorcy oraz projektanta oryginalnych postaci. W styczniu 2024 ujawniono tytuł i datę premiery filmu, a także skład ekipy produkcyjnej – Tensai Okamura zastąpił Kenjiego Nagasakiego na stanowisku reżysera, natomiast do zespołu powrócili Yōsuke Kuroda jako scenarzysta i Yoshihiko Umakoshi jako projektant postaci. 6 kwietnia 2024 ogłoszono, że Kenta Miyake, który podkładał głos All Mightowi, został obsadzony w roli Dark Mighta. 30 maja 2024 ujawniono, że Mamoru Miyano i Meru Nukumi zostali obsadzeni jako oryginalne postacie Giulio Gandini i Anna Scervino. Obsada oryginalnych złoczyńców z rodziny Gorrini została ujawniona w lipcu 2024 i obejmuje: Kena Uo jako Hugo, Yūkiego Ono jako Kamila, Minako Kotobuki jako Deborah, Yūsuke Kobayashiego jako Paulo, Michitake Kikuchiego jako Simona oraz Masakiego Terasomę jako Bruno.

## Ścieżka dźwiękowa
W styczniu 2024 ujawniono, że Yūki Hayashi skomponuje muzykę do filmu, kontynuując swoją pracę nad ścieżką dźwiękową do anime My Hero Academia oraz wcześniejszych filmów z serii: Futari no Hero, Heroes Rising i World Heroes’ Mission. W czerwcu 2024 ogłoszono, że Vaundy wykona utwór przewodni zatytułowany „Homunculus” (jap. ホムンクルス). W sierpniu 2024 ujawniono również, że artysta wykona piosenkę końcową zatytułowaną „Gift”. Ścieżka dźwiękowa do filmu została wydana w Japonii przez Toho Animation Records 7 sierpnia 2024.

## Wydanie
Produkcja miała swoją premierę w Japonii 2 sierpnia 2024 i tego samego dnia była wyświetlana w formacie 4D w 136 kinach. We wrześniu 2024 firmy Crunchyroll i Sony Pictures ogłosiły, że nabyły prawa do międzynarodowej dystrybucji kinowej filmu na okres do października tego samego roku. Premiera w polskich kinach odbyła się 10 października 2024.